# Скоппито
Скоппито (итал. Scoppito) — коммуна в Италии, расположена в области Абруццо, подчиняется административному центру Л’Акуила.
Население составляет 2857 человек (на 2005 г.), плотность населения составляет 53,89 чел./км². Занимает площадь 53,02 км². Почтовый индекс — 67019. Телефонный код — 0862.
Покровителем коммуны почитается святой апостол Иаков Старший. Праздник ежегодно празднуется 25 июля.